# Supercoppa austriaca 2024 (pallavolo maschile)
La Supercoppa austriaca 2024, 4ª edizione della Supercoppa nazionale maschile di pallavolo, si è svolta il 28 settembre 2024: al torneo hanno partecipato due squadre di club austriache e la vittoria finale è andata per la seconda volta consecutiva al Tirol.

## Regolamento
La formula ha previsto una gara unica.

## Squadre partecipanti
| Squadra  | Qualificazione                                |
| -------- | --------------------------------------------- |
| Aich/Dob | Vincitrice Coppa d'Austria 2023-24            |
| Tirol    | Vincitrice Austrian Volley League Men 2023-24 |

## Torneo
| 28 settembre 2024 JUFA-Arena, Bleiburg Durata: 1h:50 - Spettatori: 445 | Aich/Dob | 1 - 3 | Tirol | 23-25, 25-21, 13-25, 18-25 |